# Лесовая Волица
Лесовая Волица (укр. Лісова Волиця) — село в Красиловском районе Хмельницкой области Украины.
Население по переписи 2001 года составляло 464 человека. Почтовый индекс — 31027. Телефонный код — 3855. Занимает площадь 1,081 км². Код КОАТУУ — 6822784805.

## История
В 1945 г. Указом Президиума ВС УССР село Волица-Татарская переименовано в Волицу.

## Местный совет
31026, Хмельницкая обл., Красиловский р-н, с. Кременчуки, ул. Центральная, 1